# Луций Цецилий Метел (трибун)
Вижте пояснителната страница за други личности с името Луций Цецилий Метел.
Луций Цецилий Метел (на латински: Lucius Caecilius Metellus) е политик на Римската република. от 3 век пр.н.е.
Произлиза от клон Цецилии Метели на фамилията Цецилии. Той е внук на Луций Цецилий Метел Дентер (консул 284 пр.н.е.) и син на Луций Цецилий Метел (консул 251 пр.н.е.). Има двама братя Квинт Цецилий Метел (консул 206 пр.н.е.) и Марк Цецилий Метел (претор 206 пр.н.е.). Чичо е на Квинт Цецилий Метел Македоник (консул 143 пр.н.е.), завоевателят на Македония. През 216 пр.н.е. той участва в битката при Кана. През 214 пр.н.е. е квестор и през 213 пр.н.е. военен трибун.